# Association des arts et de la culture
Pour les articles homonymes, voir ADAC.
 (novembre 2017).
Si vous disposez d'ouvrages ou d'articles de référence ou si vous connaissez des sites web de qualité traitant du thème abordé ici, merci de compléter l'article en donnant les références utiles à sa vérifiabilité et en les liant à la section « Notes et références ».
L’ADAC (Association des arts et de la culture) est une association sans but lucratif belge, partenaire du Palais des Beaux-Arts de Bruxelles (BOZAR) entre autres, dirigée par Xavier Dujardin.
Fondée en 1950 à l’initiative de Paul Willems, Pierre Janlet et Pierre Arty, l’ADAC est à l’initiative du cycle Exploration du Monde (devenue asbl indépendante en mars 2006), ainsi que d’une programmation théâtrale permanente. De 1988 à 2004, Pierre Arty confie la direction au comédien Alain Leempoel, qui s’investit dans la production de spectacles. De 2004 jusqu'à l'arrêt des activités de l'ADAC en 2006, la direction est confiée à Xavier Dujardin.